# Chamaeleo hoehnelii
Chamaeleo hoehnelii este o specie de cameleon din genul Chamaeleo, familia Chamaeleonidae, ordinul Squamata, descrisă de Steindachner 1891.

## Subspecii
Această specie cuprinde următoarele subspecii:
- C. h. hoehnelii
- C. h. altaeelgonis